# جو هيلتون
جو هيلتون (بالإنجليزية: Joe Hilton)‏ (20 يوليو 1931 في المملكة المتحدة - 22 يونيو 1995) هو لاعب كرة قدم بريطاني في مركز مهاجم داخلي. لعب مع ليدز يونايتد ونادي تشستر سيتي وغولتاون ‏.